# Ishikawa Tasuku
Tasuku Ishikawa (sinh ngày 2 tháng 7 năm 1984) là một cầu thủ bóng đá người Nhật Bản.

## Sự nghiệp câu lạc bộ
Tasuku Ishikawa đã từng chơi cho Matsumoto Yamaga FC.